# Gérard III de Gueldre
Pour les articles homonymes, voir Gérard III.
Gérard III de Gueldre, né vers 1185 et mort le 22 octobre 1229, fut comte de Gueldre et de Zutphen de 1207 à 1229. Il était fils d'Otton Ier, comte de Gueldre et de Zutphen, et de Richardis de Wittelsbach.
Son mariage fit de lui un beau-frère de l'empereur Otton IV. Durant son règne, il augmenta les frais de douane le long de la frontière avec l'évêché d'Utrecht et le long du Rhin, ce qui lui permit de s'enrichir. Il eut cependant des litiges avec ses voisins, le duc de Brabant, l'archevêque de Cologne et le comte de Hollande, à propos de ces frais de douane. Mais il se tint à l’écart de la lutte entre Otton IV et Frédéric II de Hohenstaufen.
Il fut inhumé dans la cathédrale de Ruremonde.

## Mariages et enfants
Il avait épousé en janvier 1206 Marguerite de Brabant (1192 † 1231), fille d'Henri Ier, duc de Brabant, et de Mathilde de Boulogne. Ils eurent :
- Otton II (1215 † 1271), comte de Gueldre et de Zutphen ;
- Henri († 1285), Prince-évêque de Liège ;
- Marguerite († v. 1251), mariée en 1237 à Guillaume IV († 1278), comte de Juliers ;
- Richardis († 1293/1298), mariée en 1260 à son beau-frère Guillaume IV de Juliers.